# Otto Colosser
Ernst Otto Willi Colosser (* 8. November 1878 in Schöneberg; † 23. Dezember 1948 in Berlin-Wilmersdorf) war ein deutscher Architekt und Politiker (Wirtschaftspartei, DStP).

## Leben und Beruf
Colosser wurde 1878 in Berlin-Schöneberg als Sohn des Baugeschäftsinhabers August Colosser und der Christiane (geborene Homann) geboren. Nach dem Abitur an der Oberrealschule in Charlottenburg absolvierte er zunächst eine Maurerlehre, studierte dann Hochbau an der Technischen Hochschule Charlottenburg und arbeitete anschließend als Architekt und Bauführer bei verschiedenen Firmen. Später trat er in das väterliche Baugeschäft ein, das er 1910 übernahm. Während des Ersten Weltkrieges, an dem er aufgrund einer Felddienstunfähigkeit nicht teilnehmen konnte, war er Freiwilliger bei den Militärbaustätten in Spandau. Von 1916 bis 1919 war er als Architekt und Bauführer des Militärbauamtes III an der Errichtung von Munitionsfabriken beteiligt.
Colosser war Architekt und Baugewerksmeister in Berlin-Friedenau. Neben seiner beruflichen Tätigkeit war er Mitglied des Verbandes der Berliner Baugeschäfte, der Baugewerksinnung in Berlin-Steglitz sowie des Reichsbundes Deutscher Technik. Darüber hinaus war er Vorstandsmitglied des Deutschen Handwerkerbundes.
1908 heiratete er die acht Jahre ältere Buchbindermeistertochter Margarete Gallrein. In zweiter Ehe war er seit 1917 mit der zehn Jahre jüngeren Malertochter Klara Masche verheiratet. Zuletzt lebte er in der Stierstraße 14 in Friedenau. Er starb 1948 im Gertrauden-Krankenhaus an einer Oberschenkelfraktur, Schlaganfall und Kreislaufversagen.

## Partei
Colosser trat 1920 in die Wirtschaftspartei ein und wurde 1924 zum stellvertretenden Vorsitzenden der WP gewählt. Im Januar 1931 wechselte er zur Deutschen Staatspartei (DStP) über.

## Abgeordneter
Colosser war von 1925 bis 1927 Stadtverordneter in Berlin und 1927/28 Mitglied des Preußischen Landtages. Bei der Reichstagswahl im Mai 1928 wurde er in den Deutschen Reichstag gewählt, dem er bis 1932 angehörte.